# Klasztor w Broumovie

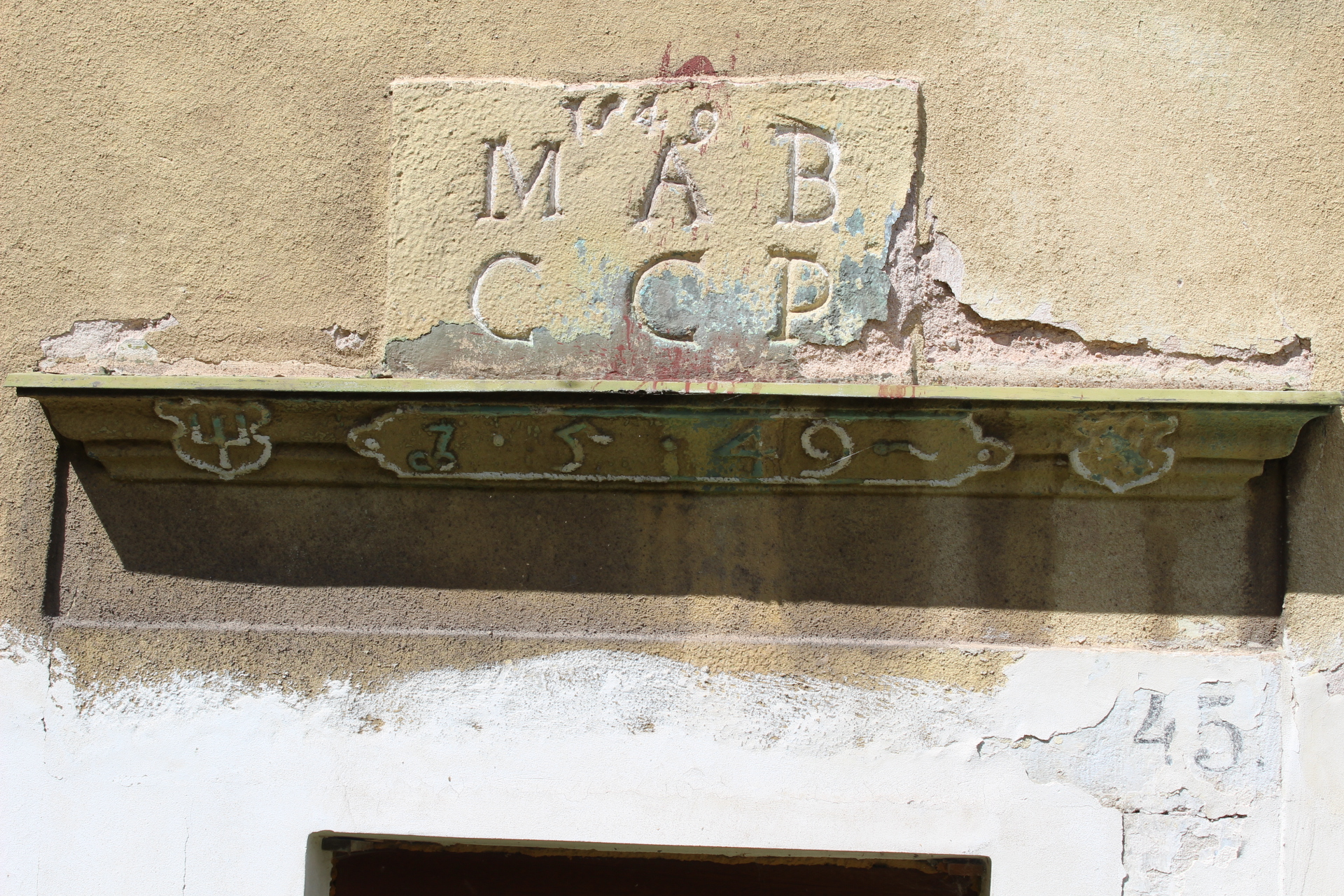
Budynek (Na Příkopech 45) z inicjałami opata M.A.B. C.C.B. (Matthias 1537–53...), 1549

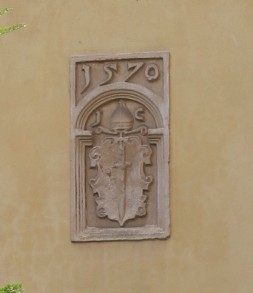
Młyn klasztorny. Herb i inicjały J.C. 1570 Joannes III Chotowski, 1553–1575)

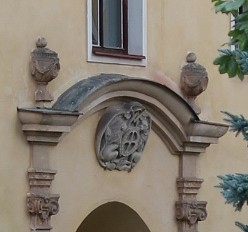
Młyn klasztorny w Broumovie. Kartusz

Klasztor w Broumovie – zabytkowy obiekt pierwotnie wybudowany w XIV w. w Broumovie z  kościołem pw. św. Wojciecha należącym do broumovskiej grupy kościołów.

## Historia
Król czeski Przemysł Ottokar w 1213 ofiarował ziemię opactwu benedyktynów a 17. opat Martinus (1253–1278) wybudował kościół parafialny. 29. opat Joannes I (1449–1460) w 1459 uznał króla czeskiego Jerzego z Podiebradów. Kolejnym wpływowym człowiekiem był 43. opat Wolfgang Selender (1602–1619). Dzięki koniunkturze na początku XVIII w. zostają wzniesione barokowe budowle a na nich kartusze z herbem opactwa złożone z dwóch tarcz zwieńczonych mitrą, prawa, břevnovska zawiera srebrną kłodą z trzema kikutami, lewa, broumovska trzy srebrne skosy, gdzie środkowy ma trzy róże. Na herbach zazwyczaj występują monogramy opatów, jedno lub dwuliterowe a dwie kolejne litery AB to skrót tytułu w j. łac. Abbas Braunensis - opat w Broumovie.

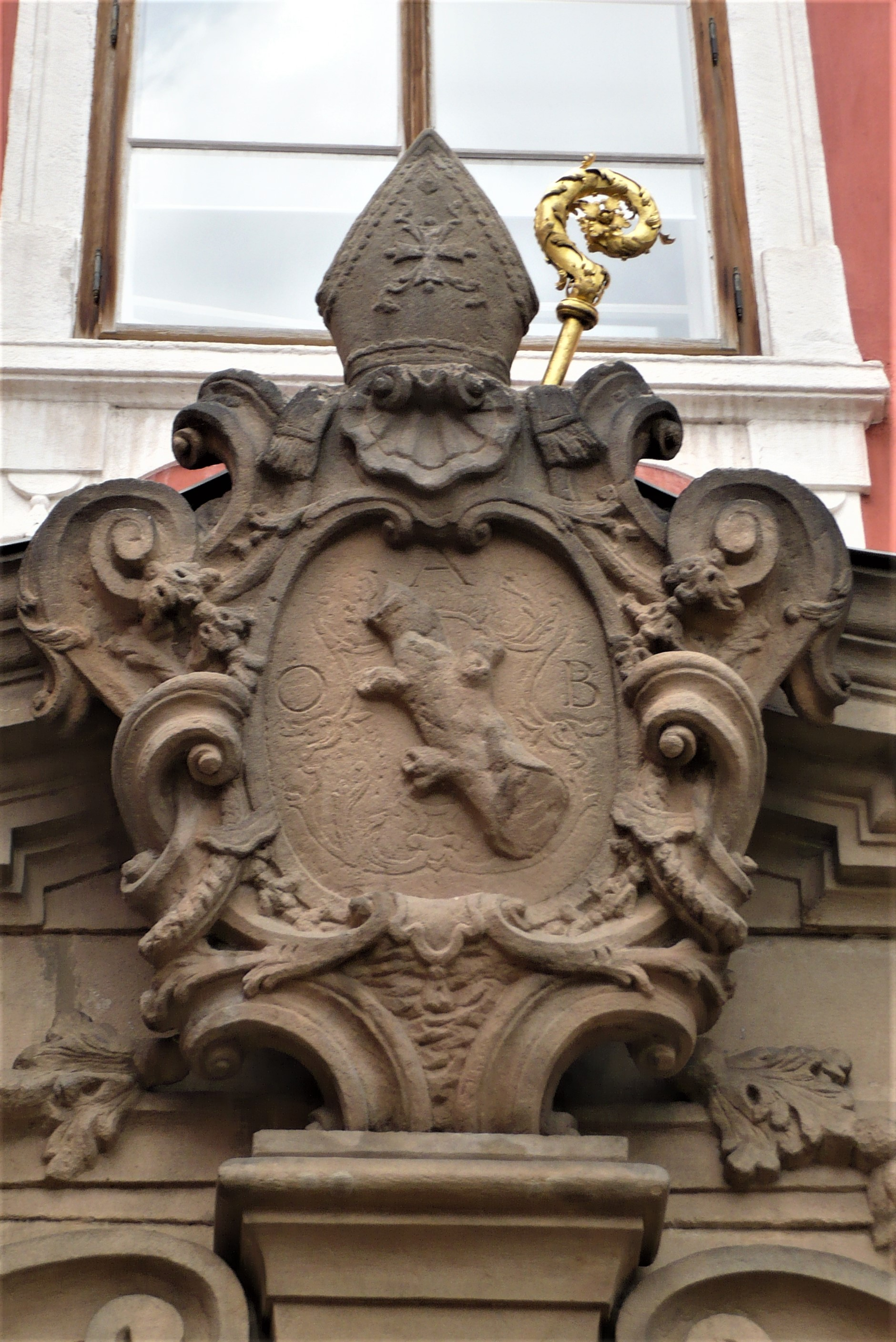
Othmar Daniel Zinke O AB (1700–1738)
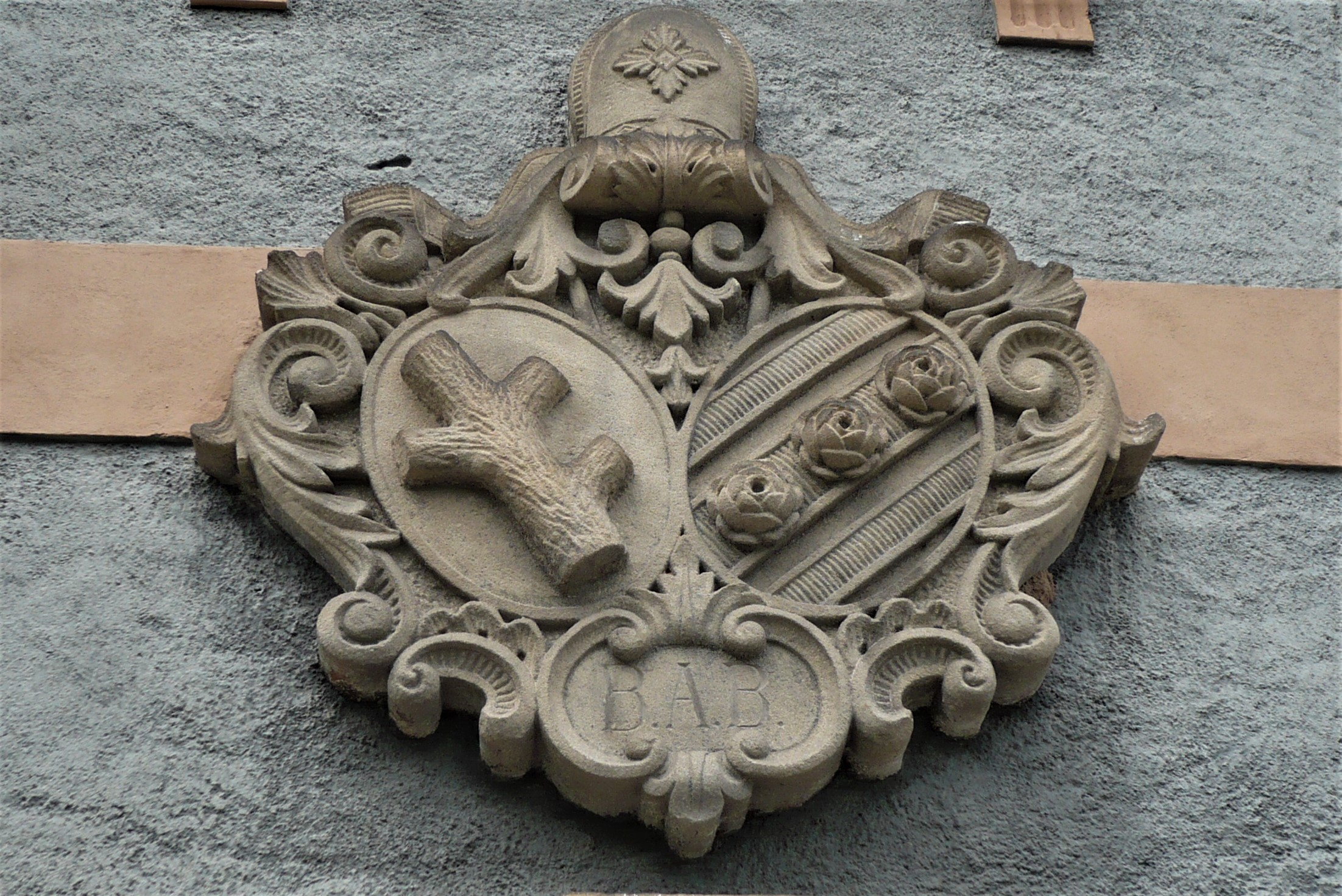
Benno II Löbl B AB (1738-1751)
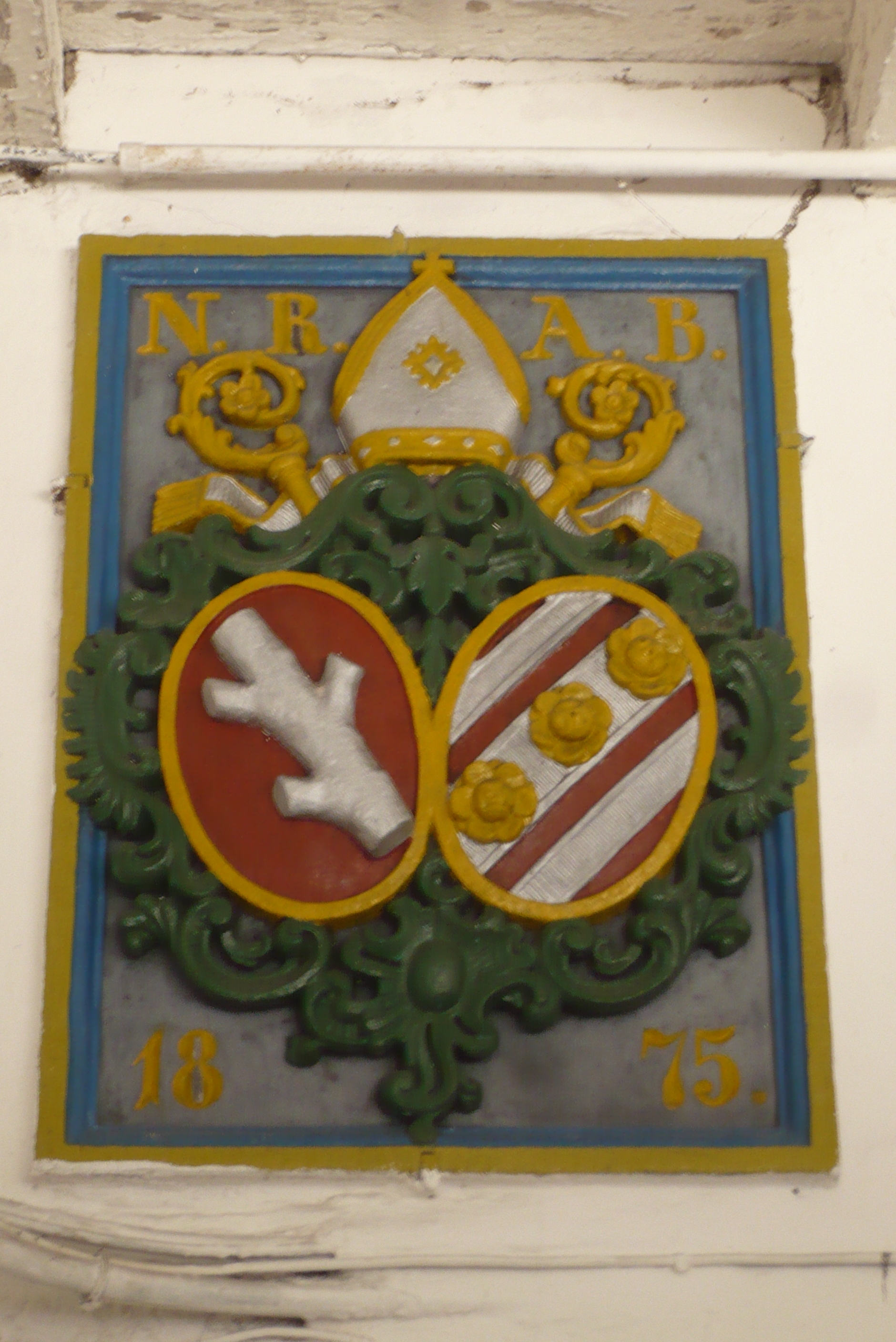
Nepomuk Rotter NR AB (1844–86)
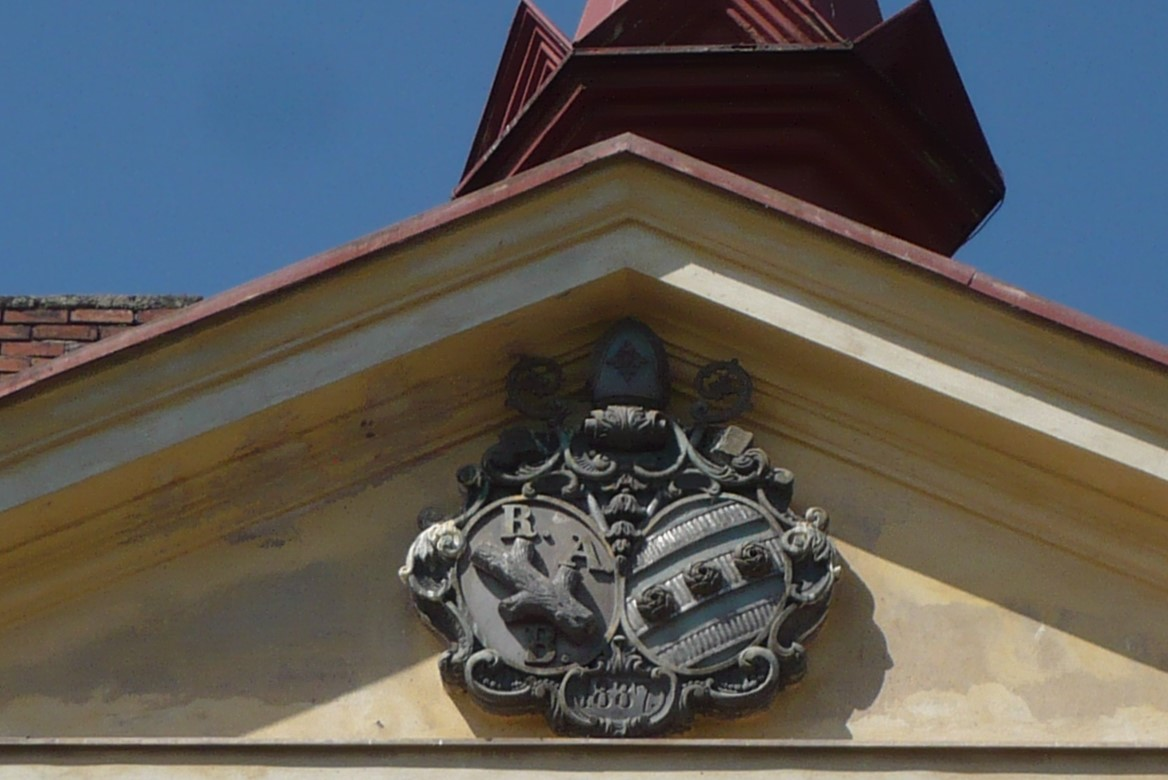
Rupertus Smolík R AB (1886–87)
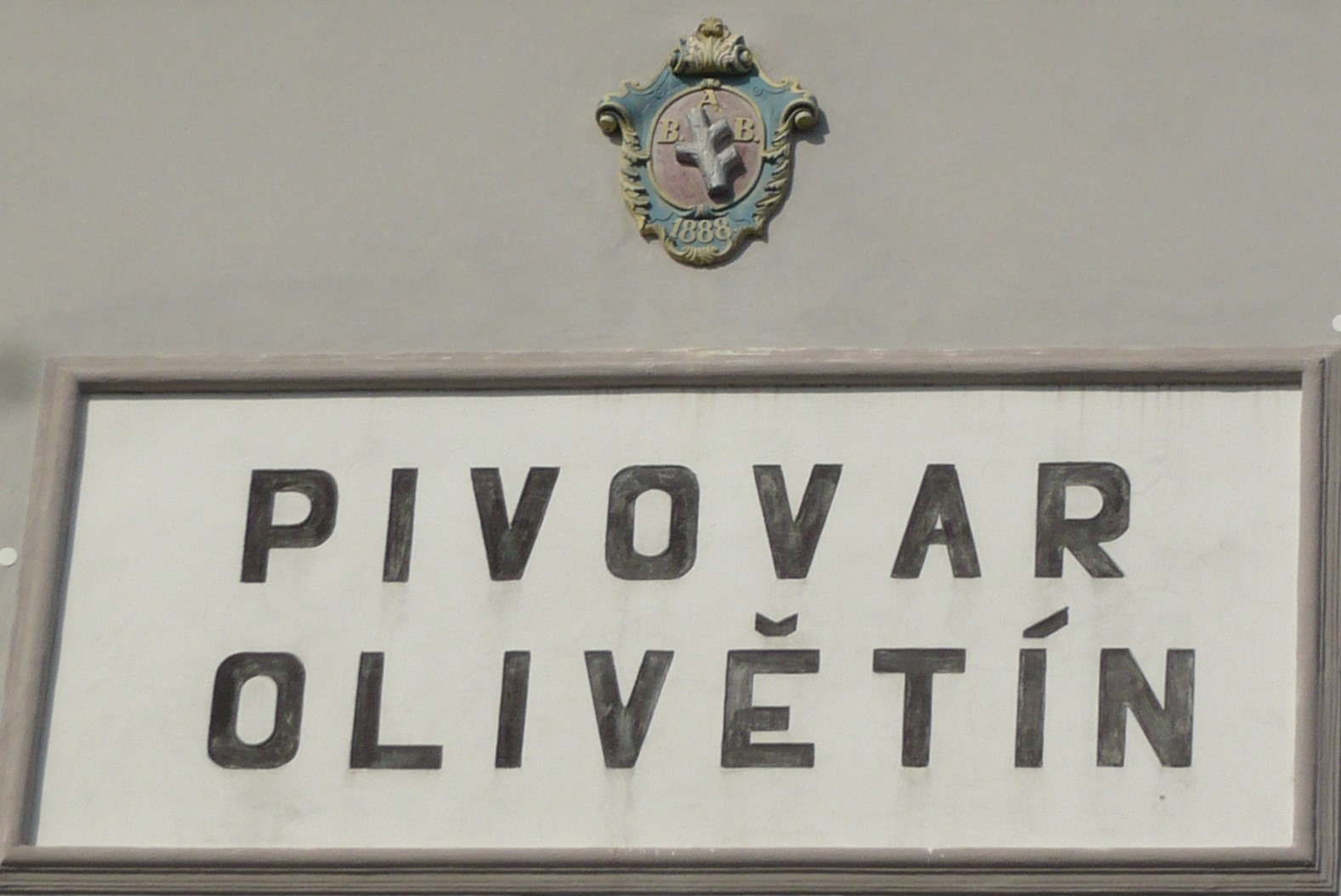
Bruno Čtvrtečka B AB (1887–1922)
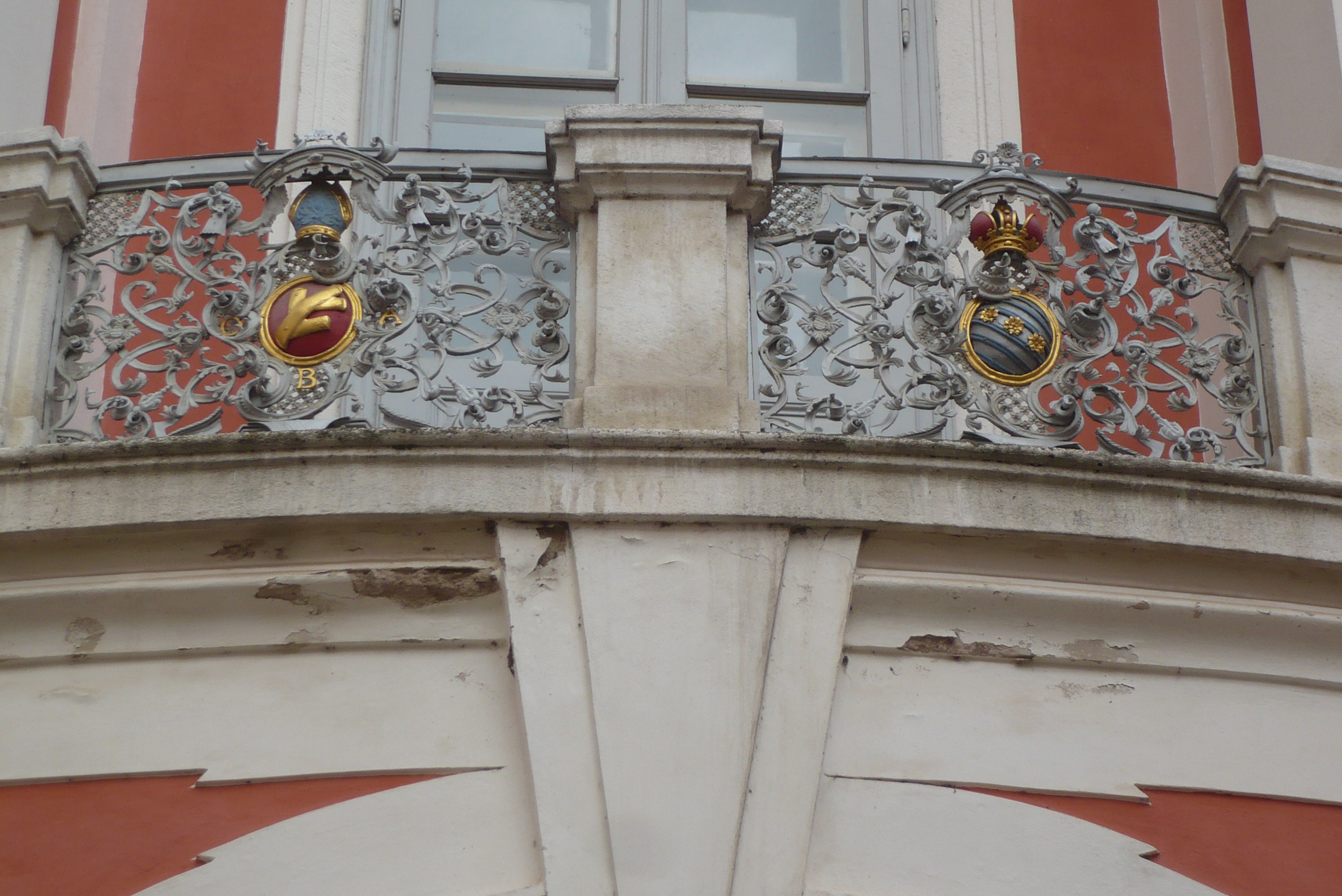
Herb klasztoru i W. Sławnikowica
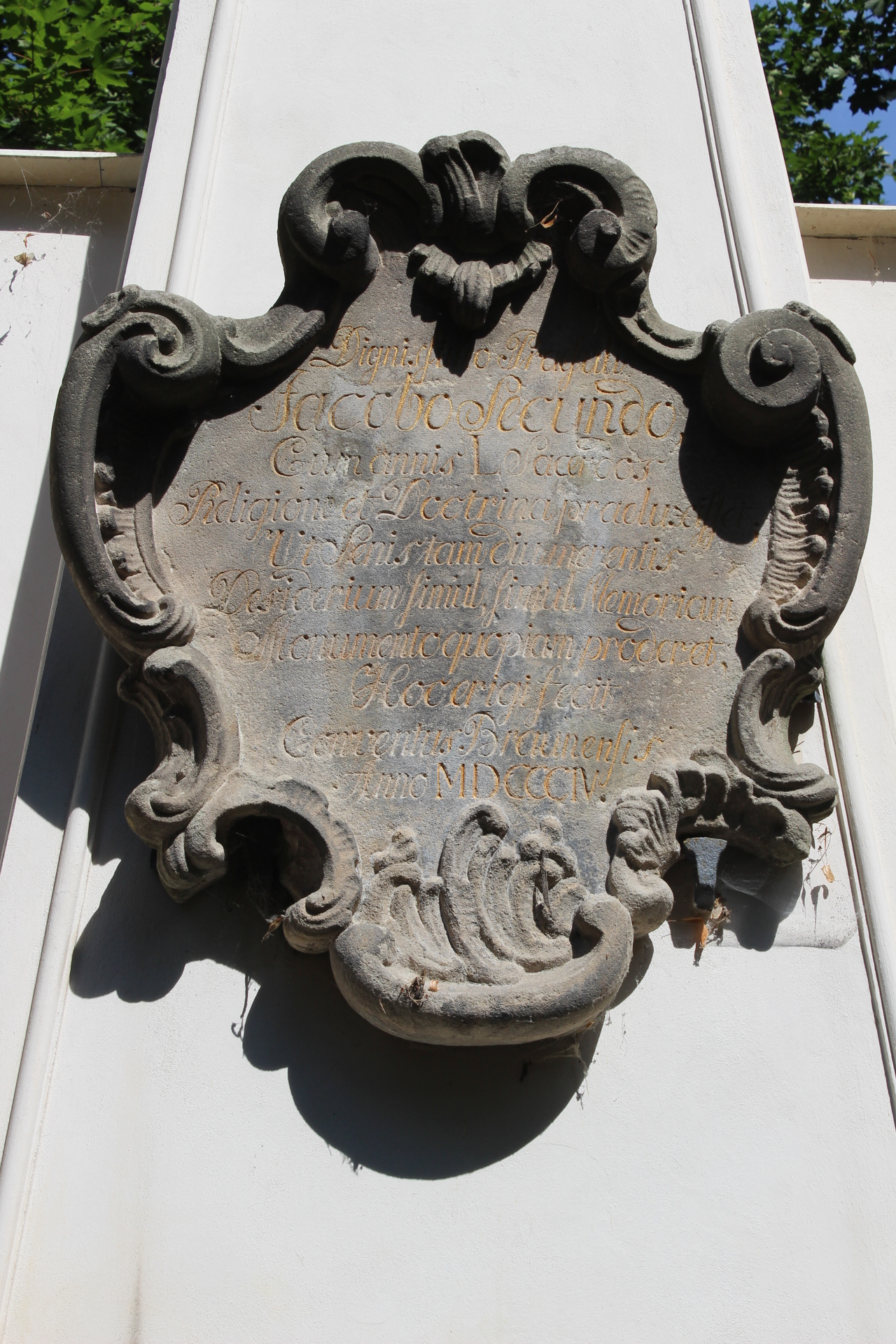
Kartusz na pomniku Jacobusa[11] w ogrodzie

## Opaci
1. Anastasius I 993–996
2. Hieronymus 996–1011
3. Gregorius I 1011–1023
4. Arsenius 1023–1043
5. Meginhardus 10343–1088
6. Adalbertus 1088–1110
7. Clemens I 1110–1127
8. Udalricus I 1127–1129
9. Petrus I 1129–1167
10. Hartmannus 1167–1169
11. Henricus I 1169–1197
12. Chuno 1197–1217
13. Dlúhomil 1217–1236
14. Paulus 1236–1238
15. Clemens II 1238–1248/9
16. Vitus 1249–1253
17. Martinus I 1253–1278
18. Christianus 1278–1290/94
19. Paulus II Bavar(i)us 1290/94–1332
20. Theodoricus 1332–1336
21. Predbor(i)us z Chroustoklatu 1336–1351/60
22. Dionysius I 1351/60–1366
23. Udalricus II (Ulryk) Ruzowitz 1366–1381
24. Henricus II 1381–1385
25. Dionysius II 1385–1409
26. Seyfridus 1409–1419
27. Nicolaus 1419–26 (↓ rezydują w Broumovie)
28. Hermannus 1426–1449
29. Joannes I 1449–1460
30. Gallus 1460–1463
31. Gregorius II 1463–1464
32. Petrus II 1464–1474/5
33. Joannes II 1475–1481
34. Gregorius III 1481–1483
35. Paulus III 1483–1499
36. Clemens III 1499–1506
37. Gregorius IV 1506
38. Laurentius 1506–1515
39. Jacobus I 1515–1537
40. Matthias z Tachova 1537–1553
41. Joannes III z Chota 1553–1575
42. Martinus II Raciborski z Pravdovic 1575–1602
43. Wolfgang Selender z Prošovic 1602–1619
44. Benno I Falk z Falkenbergu 1621–1646
45. Alexius Hübner 1646–1652
46. Augustinus Seyfert 1652–1663
47. Thomas Sartorius 1663–1700[12]
48. Othmar Daniel Zinke 1700–1738
49. Benno II Löbl 1738–1751
50. Fridericus Grundtmann 1752–1772
51. Stephanus Rautenstrauch 1773–1785
52. Jacobus II Chmel 1786–1805
53. Fortunatus Böhm 1806–1818
54. Placidus Beneš 1818–1844
55. Nepomuk Rotter 1844–1886
56. Rupertus Smolík 1886–1887
57. Bruno Čtvrtečka 1887–1922
58. Guilelmus Rudolf 1922–1926
59. Dominicus Prokop 1926–1939
60. Anastasius II Opasek 1947–1999
61. Petr Prokop Siostrzonek od 1999[13][14]

## Architektura
Benedyktyński klasztor pw. św. Wacława powstał na miejscu gotyckiego zamku w wyniku jego przebudowy. Jest najbardziej okazałym zabytkiem Broumova, przebudowanym na barokowy w latach 1728–1733 według projektu architekta Kiliana Ignaza Dientzenhofera. Zespół klasztorny obejmuje: pierwotnie gotycki kościół pw. św. Wojciecha przebudowany w latach 1684–94, refektarz z kopią Całunu Turyńskiego z 1651 r. oraz ogromną bibliotekę z 1792 r., a także Muzeum Ziemi Broumovskiej. Kościół należy do broumovskiej grupy kościołów, a kompleks został uznany za czeski zabytek narodowy.
Obecnie klasztor jest miejscem edukacji, sztuki, dialogu, spotkania i współpracy. Na jego terenie działa Centrum Edukacyjno-Kulturalne – europejska instytucja promująca kreatywność, pewność siebie i tolerancję. Można tu odwiedzić ogród, kawiarnię Café Dientzenhofer, restaurację U Tří rúzí, Galerię Dziecięcą Lapidárium i Galerię Domową, która znajduje się w ogrodzie. Istnieje również możliwość noclegu w barokowym kompleksie, w odrestaurowanych celach klasztornych Domu Gościnnego (Dům Hostů). W klasztorze można wynająć pomieszczenia na konferencje, imprezy i spotkania.

## Młyn klasztorny
Nad rzeką Ścinawką (cz. Stěnava), poniżej klasztoru przy alei (cz. třída) Soukenickiej 37 znajduje się młyn klasztorny, który należał do oo. benedyktynów. Pierwotny drewniany, wzmiankowany już 1296, ale od tego czasu przeszedł szereg przebudów. Za panowania opata Jana III Chotowskiego (1553–1575) został zburzony i w 1570 zastąpiony murowanym z kamienia. Renesansową przebudowę potwierdzają herby na fasadzie: opactwa z trzema różami i inicjałami CB oraz datą 1570 (po lewej) i z mieczem postawionym w słup i inicjałami J.C. (Johannes Chotowski) oraz datą 1570 (po prawej). Późniejsze barokowe przebudowy przedstawia szczyt północny. Nad bramą kartusz, w którym dwa lwy przednimi łapami trzymają koło wodne. Między ramionami koła cyfry roku 1884 a poniżej w tarczy inicjały F.G. (František Gramer). Obecny wygląd budynku jest zasługą młynarza F. Gramera a później przedsiębiorstwa Czechosłowackie Majątki Państwowe. W 1884 F. Gramer rozbudował młyn o kotłownię parową. W 1930 zarządca był Arnošt Hoffmann. W 1984 Czechosłowackie Państwowe Gospodarstwo Rolne podupadły budynek przeznaczyło na swoją siedzibę.

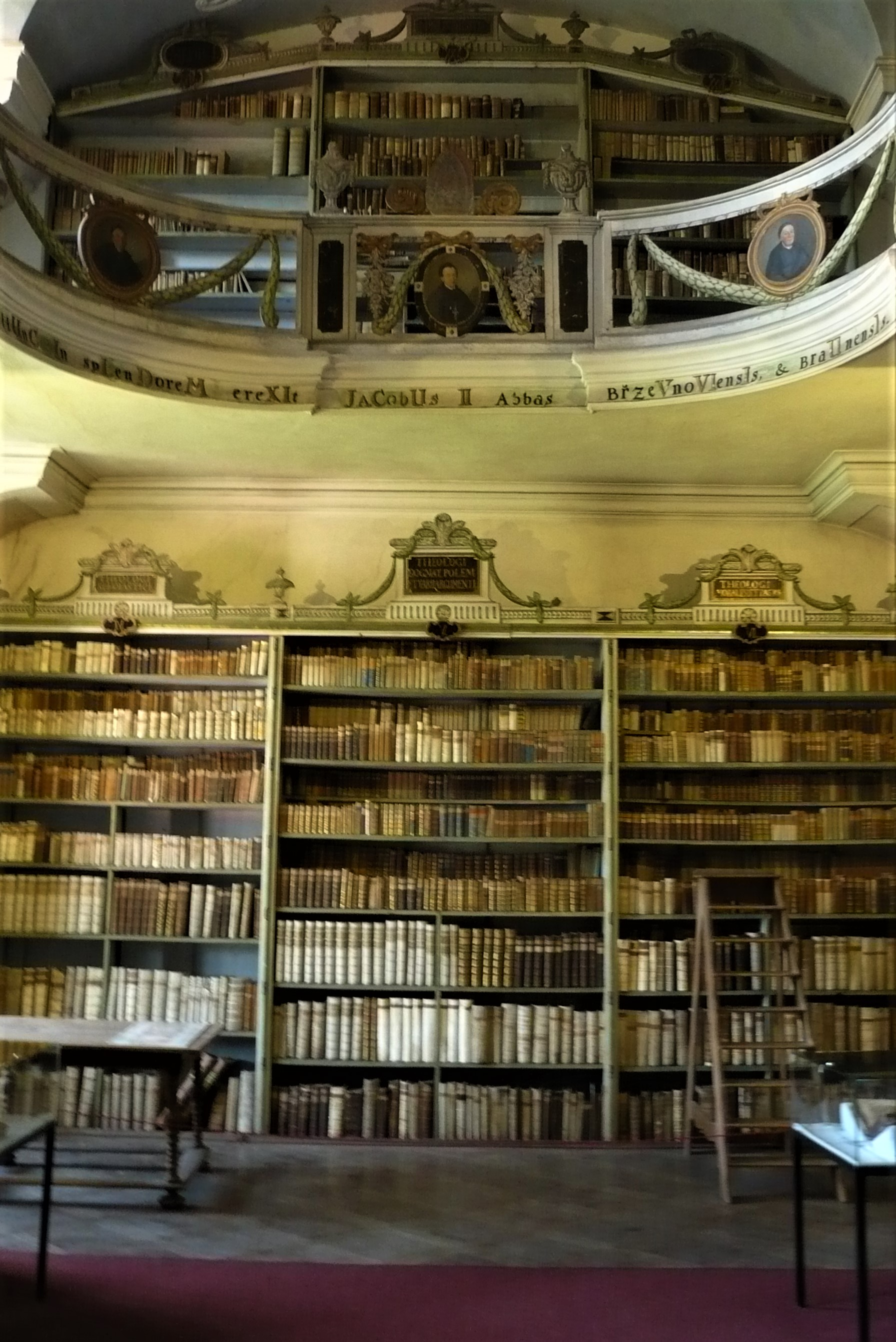
Biblioteka
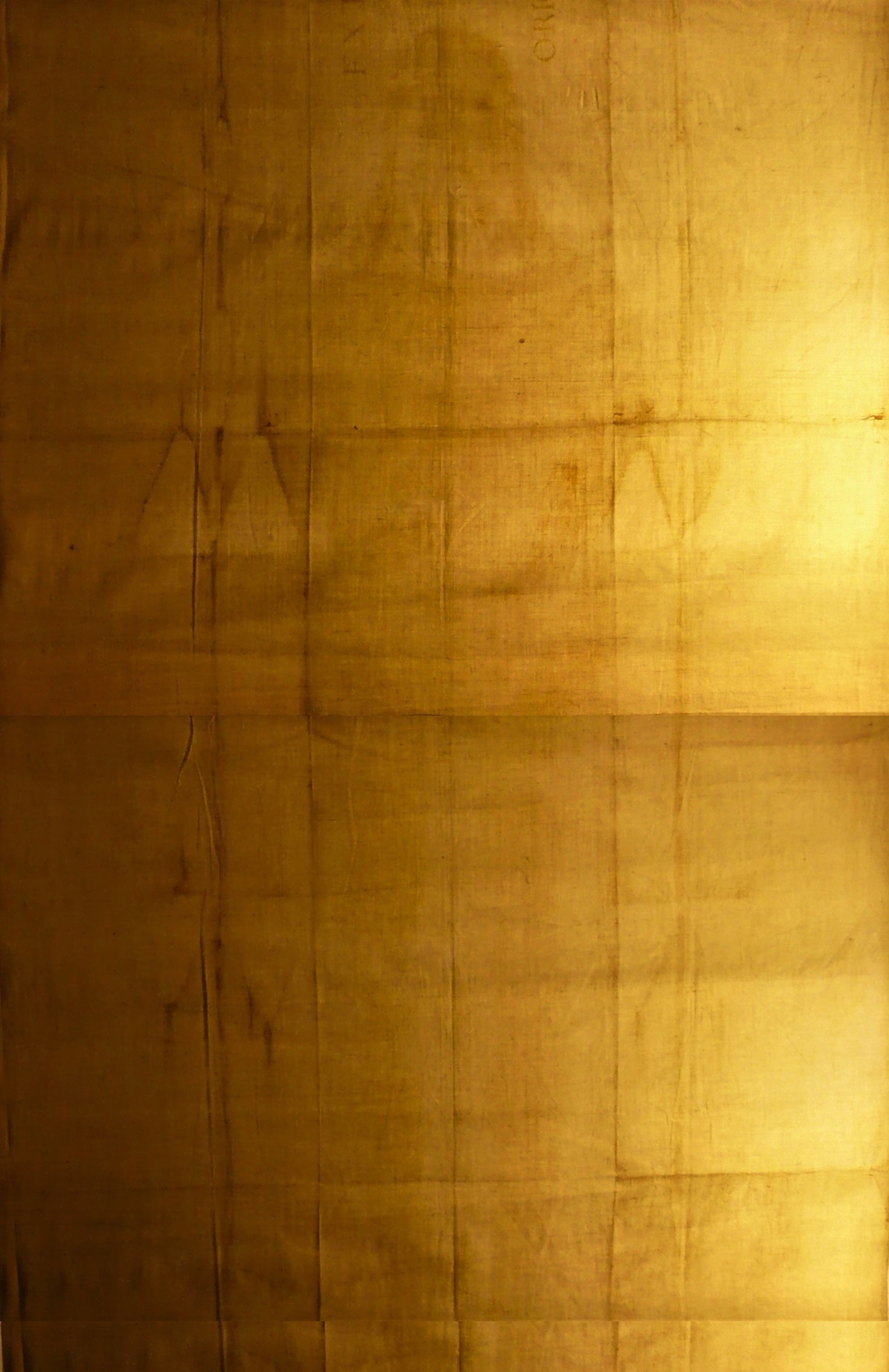
Całun Turyński
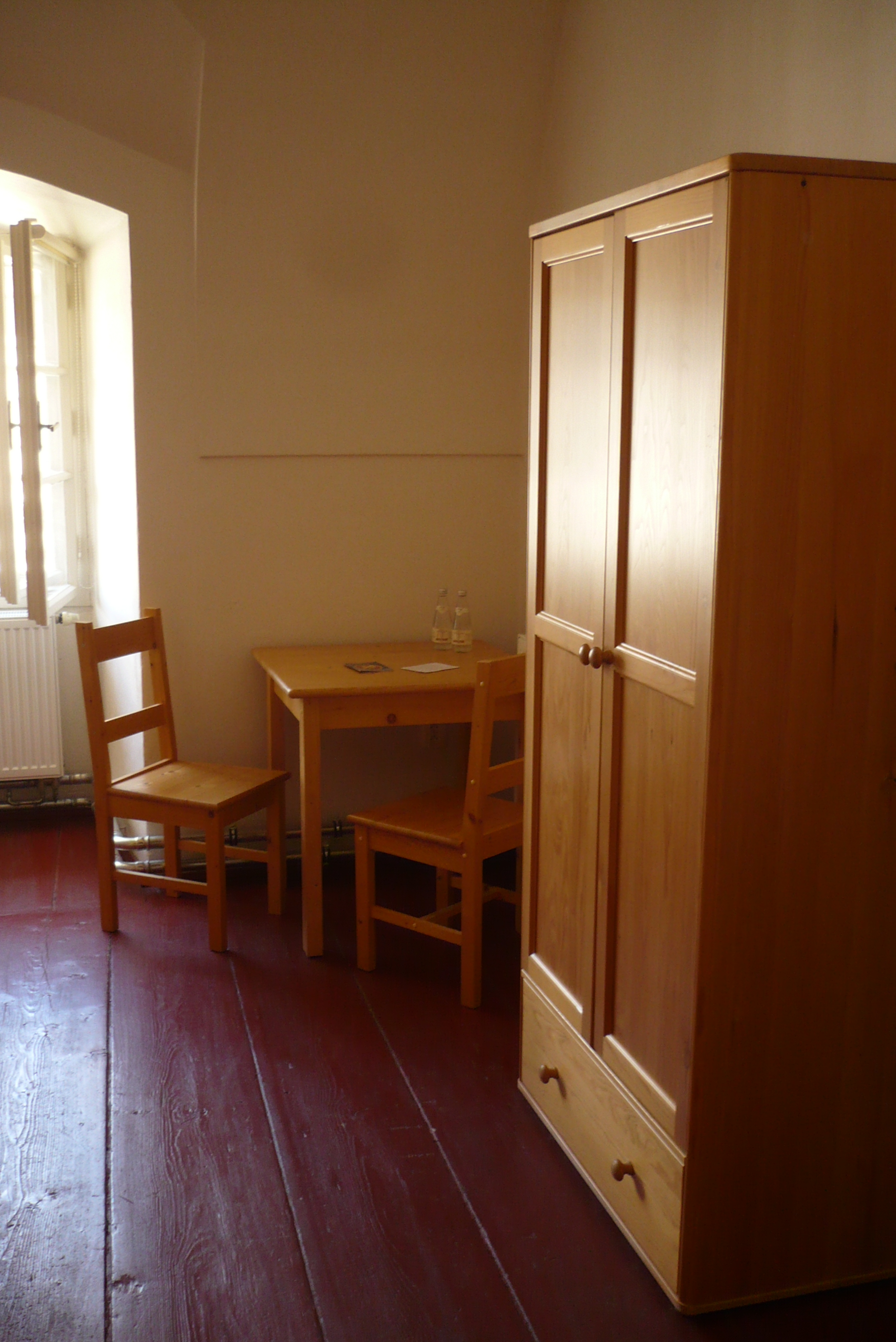
Cela
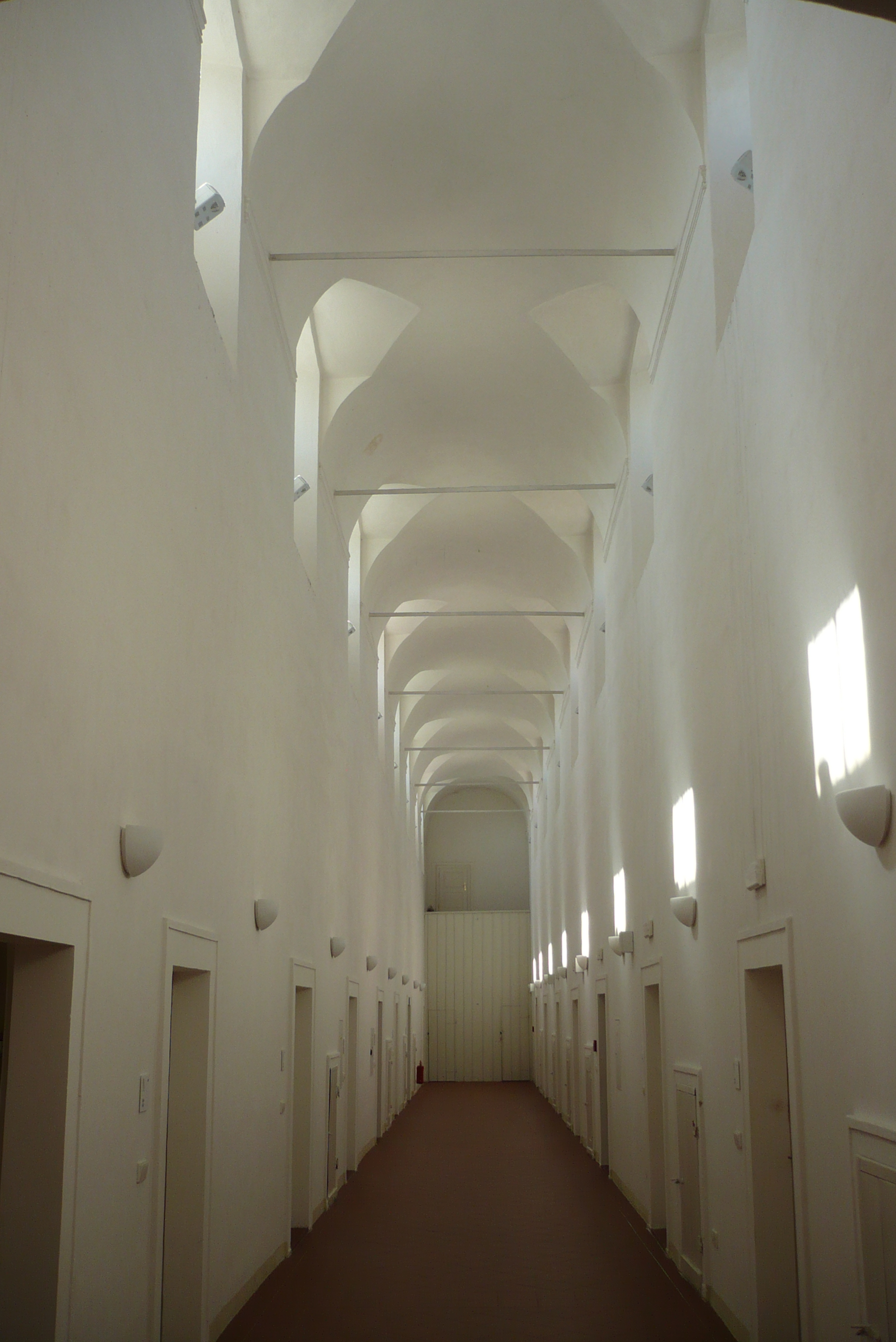
Korytarz
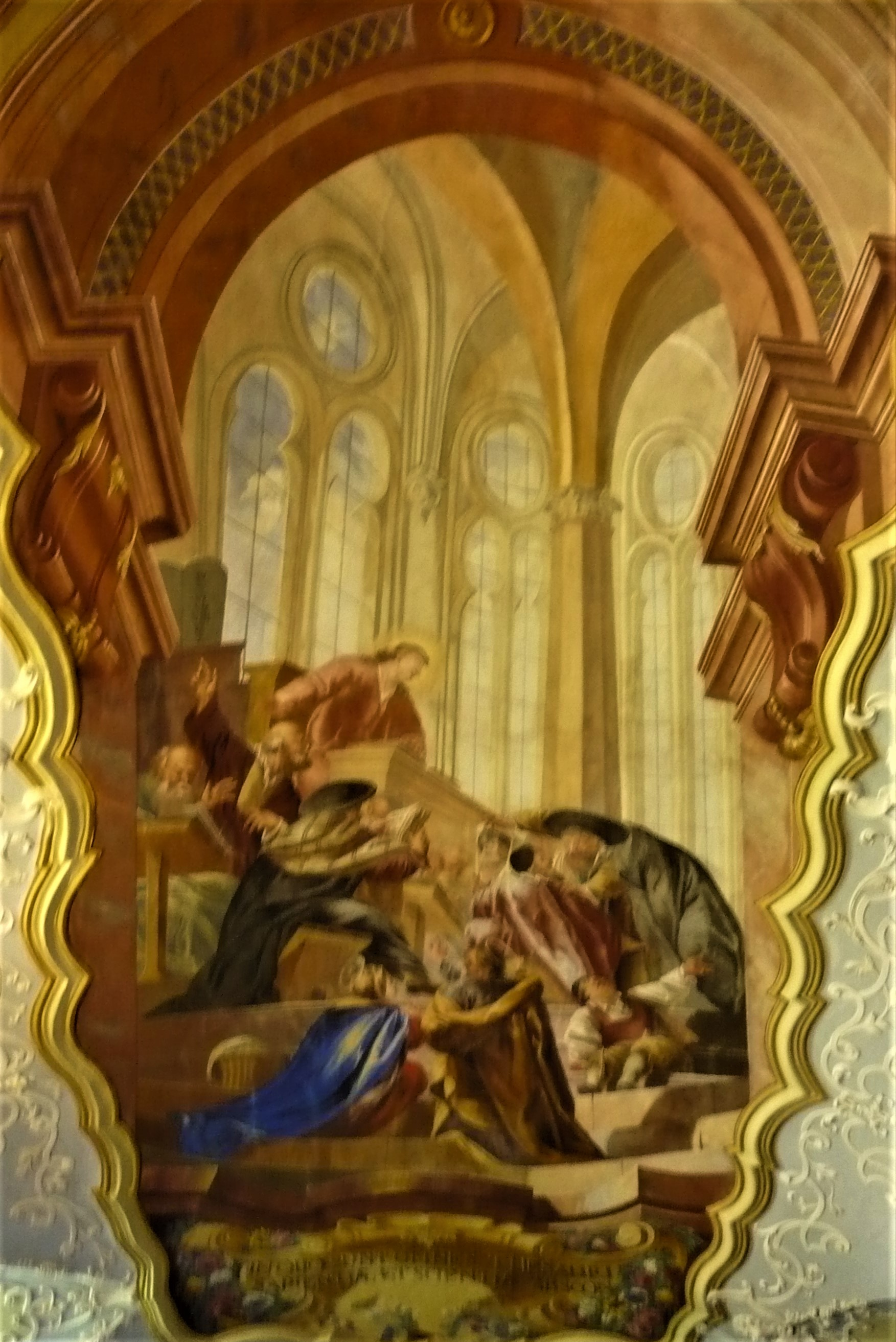
Fresk w bibliotece